# Udovice
Udovice (cyr. Удовице) – wieś w Serbii, w okręgu podunajskim, w mieście Smederevo. W 2011 roku liczyła 1837 mieszkańców.